# Peru na Igrzyskach Panamerykańskich 2019
Peru na Igrzyskach Panamerykańskich 2019 – reprezentacja Peru na igrzyskach panamerykańskich rozegranych w Limie. Skład zespołu liczył 602 zawodników, którzy wystąpili w 50 dyscyplinach.
Chorążym podczas ceremonii otwarcia igrzysk został żeglarz Stefano Peschiera.
Reprezentacja Peru zdobyła łącznie 39 medali, z czego 11 stanowiło złotych, 7 – srebrnych, zaś 21 – brązowych.

## Uczestnicy
| Dyscyplina               | Kobiety | Mężczyźni | Razem |
| ------------------------ | ------- | --------- | ----- |
| Badminton                | 4       | 4         | 8     |
| Baseball                 | 0       | 24        | 24    |
| Boks                     | 3       | 8         | 11    |
| Bowling                  | 2       | 2         | 4     |
| Gimnastyka artystyczna   | 6       | 0         | 6     |
| Gimnastyka sportowa      | 5       | 5         | 10    |
| Golf                     | 2       | 2         | 4     |
| Hokej na trawie          | 16      | 16        | 32    |
| Jeździectwo              | 3       | 9         | 12    |
| Judo                     | 7       | 7         | 14    |
| Kajakarstwo górskie      | 2       | 2         | 4     |
| Kajakarstwo klasyczne    | 4       | 1         | 5     |
| Karate                   | 9       | 9         | 18    |
| Kolarstwo BMX            | 1       | 2         | 3     |
| Kolarstwo górskie        | 1       | 2         | 3     |
| Kolarstwo szosowe        | 4       | 5         | 9     |
| Kolarstwo torowe         | 6       | 9         | 15    |
| Kulturystyka             | 1       | 1         | 2     |
| Lekkoatletyka            | 22      | 17        | 39    |
| Łucznictwo               | 3       | 2         | 5     |
| Narciarstwo wodne        | 2       | 3         | 5     |
| Pelota                   | 6       | 8         | 14    |
| Pięciobój nowoczesny     | 2       | 2         | 4     |
| Piłka nożna              | 18      | 18        | 36    |
| Piłka ręczna             | 14      | 14        | 28    |
| Piłka siatkowa           | 12      | 12        | 24    |
| Piłka wodna              | 13      | 13        | 26    |
| Pływanie                 | 15      | 14        | 29    |
| Pływanie artystyczne     | 9       | 0         | 9     |
| Pływanie długodystansowe | 1       | 1         | 2     |
| Podnoszenie ciężarów     | 6       | 6         | 12    |
| Racquetball              | 0       | 3         | 3     |
| Rugby 7                  | 12      | 0         | 12    |
| Siatkówka plażowa        | 2       | 2         | 4     |
| Skoki do wody            | 3       | 2         | 5     |
| Skoki na trampolinie     | 0       | 1         | 1     |
| Softball                 | 15      | 15        | 30    |
| Squash                   | 3       | 3         | 6     |
| Strzelectwo              | 9       | 9         | 18    |
| Surfing                  | 5       | 5         | 10    |
| Szermierka               | 9       | 9         | 18    |
| Taekwondo                | 6       | 7         | 13    |
| Tenis stołowy            | 3       | 3         | 6     |
| Tenis ziemny             | 3       | 3         | 6     |
| Triathlon                | 2       | 2         | 4     |
| Wioślarstwo              | 4       | 5         | 9     |
| Wrotkarstwo figurowe     | 1       | 1         | 2     |
| Wrotkarstwo szybkie      | 1       | 2         | 3     |
| Zapasy                   | 6       | 12        | 18    |
| Żeglarstwo               | 7       | 10        | 17    |
| Razem                    | 290     | 312       | 602   |

## Medale
| Medal  | Zawodnik                                           | Dyscyplina           | Konkurencja                             | Data        |
| ------ | -------------------------------------------------- | -------------------- | --------------------------------------- | ----------- |
| złoto  | Christhian Sime Pacheco Mendoza                    | Lekkoatletyka        | Maraton (M)                             | 27 lipca    |
| złoto  | Gladys Lucy Tejeda Pucuhuaranga                    | Lekkoatletyka        | Maraton (K)                             | 27 lipca    |
| złoto  | Diego Elías                                        | Squash               | Gra pojedyncza (M)                      | 27 lipca    |
| złoto  | Natalia Cuglievan                                  | Narciarstwo wodne    | Sztuczki (K)                            | 29 lipca    |
| złoto  | Benoit Clemente                                    | Surfing              | Longboard (M)                           | 4 sierpnia  |
| złoto  | Luca Mesinas                                       | Surfing              | Open Surfing (M)                        | 4 sierpnia  |
| złoto  | Daniella Rosas                                     | Surfing              | Open Surfing (K)                        | 4 sierpnia  |
| złoto  | Oliver Del Castillo Carlos Lam John Trebejo        | Karate               | Kata drużynowe (M)                      | 9 sierpnia  |
| złoto  | Christopher Kevin Martínez                         | Pelota               | Indywidualny fronton peruwiański (M)    | 10 sierpnia |
| złoto  | Claudia Suárez                                     | Pelota               | Indywidualny fronton peruwiański (K)    | 10 sierpnia |
| złoto  | Alexandra Grande                                   | Karate               | –61 kg (M)                              | 10 sierpnia |
| srebro | Hugo del Castillo                                  | Taekwondo            | Poomsae indywidualne (M)                | 27 lipca    |
| srebro | Marcela Castillo                                   | Taekwondo            | Poomsae indywidualne (K)                | 27 lipca    |
| srebro | Gabriela Kimberly García León                      | Lekkoatletyka        | Chód na 20 km (K)                       | 4 sierpnia  |
| srebro | Tamil Martino                                      | Surfing              | SUP Surfing (M)                         | 4 sierpnia  |
| srebro | María Fernanda Reyes                               | Surfing              | Longboard (K)                           | 4 sierpnia  |
| srebro | Vania Torres                                       | Surfing              | SUP Surfing (K)                         | 4 sierpnia  |
| srebro | Alonso Wong                                        | Judo                 | –73 kg (M)                              | 9 sierpnia  |
| brąz   | Diego Elias Alonso Escudero Román                  | Squash               | Gra podwójna (M)                        | 27 lipca    |
| brąz   | Luis David Bardalez                                | Podnoszenie ciężarów | 67 kg (M)                               | 27 lipca    |
| brąz   | Renzo Saux Ariana Vera                             | Taekwondo            | Poomsae mieszane (MX)                   | 28 lipca    |
| brąz   | Leodan Pezo Saboya                                 | Boks                 | Waga lekka – 60 kg (M)                  | 30 lipca    |
| brąz   | José María Lucar Jaimes                            | Boks                 | Waga ciężka – 91 kg (M)                 | 30 lipca    |
| brąz   | Marko Carrillo                                     | Strzelectwo          | Pistolet szybkostrzelny z 25 metrów (M) | 1 sierpnia  |
| brąz   | Itzel Delgado                                      | Surfing              | SUP Race (M)                            | 2 sierpnia  |
| brąz   | Nicolás Pacheco                                    | Strzelectwo          | Skeet (M)                               | 3 sierpnia  |
| brąz   | Sergio Galdós Juan Pablo Varillas                  | Tenis ziemny         | Gra podwójna (M)                        | 3 sierpnia  |
| brąz   | Sergio Galdós Anastasia Iamachkine                 | Tenis ziemny         | Gra mieszana (MX)                       | 3 sierpnia  |
| brąz   | Thalía Mallqui                                     | Zapasy               | 50 kg w stylu wolnym (K)                | 8 sierpnia  |
| brąz   | Nathaly Paredes Mía Rodríguez                      | Pelota               | Podwójny Frontenis (K)                  | 9 sierpnia  |
| brąz   | Mariano Wong                                       | Karate               | Kata indywidualne (M)                   | 9 sierpnia  |
| brąz   | Ingrid Aranda                                      | Karate               | Kata indywidualne (K)                   | 9 sierpnia  |
| brąz   | Rosa Almarza Sol María Romaní Saida Karlen Salcedo | Karate               | Kata drużynowe (K)                      | 9 sierpnia  |
| brąz   | María Bazo                                         | Żeglarstwo           | Windsurfer (K)                          | 9 sierpnia  |
| brąz   | Mario Alfonso Bazán Argandoña                      | Lekkoatletyka        | Bieg na 3000 metrów z przeszkodami (M)  | 10 sierpnia |
| brąz   | Yuta Galarreta                                     | Judo                 | –90 kg (M)                              | 10 sierpnia |
| brąz   | Renzo Sanguineti                                   | Żeglarstwo           | Open Dinghy (M)                         | 10 sierpnia |
| brąz   | Yuliana Bolívar                                    | Judo                 | +78 kg (K)                              | 11 sierpnia |
| brąz   | Isabel Mallory Aco                                 | Karate               | +68 kg (K)                              | 11 sierpnia |

| Medale według dni | Medale według dni | Medale według dni | Medale według dni | Medale według dni | Medale według dni |
| Dzień             | Data              | złoto             | srebro            | brąz              | Razem             |
| ----------------- | ----------------- | ----------------- | ----------------- | ----------------- | ----------------- |
| 1                 | 27 lipca          | 3                 | 2                 | 2                 | 7                 |
| 2                 | 28 lipca          | 0                 | 0                 | 1                 | 1                 |
| 3                 | 29 lipca          | 1                 | 0                 | 0                 | 1                 |
| 4                 | 30 lipca          | 0                 | 0                 | 2                 | 2                 |
| 5                 | 31 lipca          | 0                 | 0                 | 0                 | 0                 |
| 6                 | 1 sierpnia        | 0                 | 0                 | 1                 | 1                 |
| 7                 | 2 sierpnia        | 0                 | 0                 | 1                 | 1                 |
| 8                 | 3 sierpnia        | 0                 | 0                 | 3                 | 3                 |
| 9                 | 4 sierpnia        | 3                 | 4                 | 0                 | 7                 |
| 10                | 5 sierpnia        | 0                 | 0                 | 0                 | 0                 |
| 11                | 6 sierpnia        | 0                 | 0                 | 0                 | 0                 |
| 12                | 7 sierpnia        | 0                 | 0                 | 0                 | 0                 |
| 13                | 8 sierpnia        | 0                 | 0                 | 1                 | 1                 |
| 14                | 9 sierpnia        | 1                 | 1                 | 5                 | 7                 |
| 15                | 10 sierpnia       | 3                 | 0                 | 3                 | 6                 |
| 16                | 11 sierpnia       | 0                 | 0                 | 2                 | 2                 |
| Razem             | Razem             | 11                | 7                 | 21                | 39                |

| Medale według dyscyplin | Medale według dyscyplin | Medale według dyscyplin | Medale według dyscyplin | Medale według dyscyplin | Medale według dyscyplin |
| Dyscyplina              | złoto                   | srebro                  | brąz                    | Razem                   |                         |
| ----------------------- | ----------------------- | ----------------------- | ----------------------- | ----------------------- | ----------------------- |
| Boks                    | 0                       | 0                       | 2                       | 2                       |                         |
| Judo                    | 0                       | 1                       | 2                       | 3                       |                         |
| Karate                  | 2                       | 0                       | 4                       | 6                       |                         |
| Lekkoatletyka           | 2                       | 1                       | 1                       | 4                       |                         |
| Narciarstwo wodne       | 1                       | 0                       | 0                       | 1                       |                         |
| Pelota                  | 2                       | 0                       | 1                       | 3                       |                         |
| Podnoszenie ciężarów    | 0                       | 0                       | 1                       | 1                       |                         |
| Squash                  | 1                       | 0                       | 1                       | 2                       |                         |
| Strzelectwo             | 0                       | 0                       | 2                       | 2                       |                         |
| Surfing                 | 3                       | 3                       | 1                       | 7                       |                         |
| Taekwondo               | 0                       | 2                       | 1                       | 3                       |                         |
| Tenis ziemny            | 0                       | 0                       | 2                       | 2                       |                         |
| Karate                  | 0                       | 0                       | 1                       | 1                       |                         |
| Żeglarstwo              | 0                       | 0                       | 2                       | 2                       |                         |
| Razem                   | 11                      | 7                       | 21                      | 39                      |                         |

| Medale według płci   | Medale według płci | Medale według płci | Medale według płci | Medale według płci | Medale według płci |
| Płeć                 | złoto              | srebro             | brąz               | Razem              |                    |
| -------------------- | ------------------ | ------------------ | ------------------ | ------------------ | ------------------ |
| Mężczyźni            | 6                  | 3                  | 12                 | 21                 |                    |
| Kobiety              | 5                  | 4                  | 7                  | 16                 |                    |
| Konkurencje mieszane | 0                  | 0                  | 2                  | 2                  |                    |
| Razem                | 11                 | 7                  | 21                 | 39                 |                    |